# Aicke Hinrichs
Aicke Hinrichs (* 20. August 1968 in Parchim) ist ein deutscher Mathematiker und ehemaliger Hochschullehrer.

## Ausbildung und Beruf
Hinrichs machte 1987 sein Abitur an der Technischen Universität Magdeburg. Von 1989 bis 1993 studierte er Mathematik an der Friedrich-Schiller-Universität Jena. Er schloss sein Studium mit dem Diplom ab. Seine Diplomarbeit hatte den Titel Summationsoperatoren in lp-Räumen. 1996 promovierte er in Jena bei Albrecht Pietsch mit einer Arbeit zu Thema Inequalities between ideal norms formed with orthonormal systems and applications to the theory of operator ideals. Nach seiner Promotion arbeitete Hinrichs als wissenschaftlicher Mitarbeiter an der Universität Jena. 2013 wurde er in Jena zum außerplanmäßigen Professor berufen. Von 2013 bis 2014 war Hinrichs Professor für Funktionalanalysis an der Universität Rostock. Von 2014 bis 2023 hatte er den Lehrstuhl für Funktionalanalysis an der Universität Linz inne.

## Forschungsinteressen
Hinrichs forscht auf dem Gebiet der Funktionalanalysis, insbesondere der Operatorentheorie. Er beschäftigt sich mit Vektoranalysis, der Geometrie von Banachräumen und der Komplexitätstheorie. Er untersucht Lösungsverfahren, die dem Fluch der Dimensionalität begegnen und entwickelt Methoden zur unendlich-dimensionalen Integration und auf dem Gebiet der Monte-Carlo- und Quasi-Monte-Carlo-Algorithmen.
Hinrichs war Antragsteller für die von der Deutschen Forschungsgemeinschaft (DFG) geförderten Projekte:
- 1999–2007: Orthonormalsysteme, Idealnormen und universelle Operatoren
- 2005–2012: Approximation komplexer Strukturen in Funktionalanalysis und Geometrie[4]

Hinrichs ist leitender und beteiligter Wissenschaftler an mehreren Forschungsprojekten des FWF – Österreichischer Wissenschaftsfonds, darunter
- 2018–2023: Complexity of integration and approximation in function spaces
- 2018–2023: Quasi-Monte Carlo Methoden: Theorie und Anwendungen
- 2021–2025: lnformation-Based Complexity: Beyond the Standard Settings

Hinrichs hat mehr als 100 Publikationen verfasst. Sein h-Index liegt bei 17. Er veröffentlichte unter anderem mit Christoph Aistleitner und Joscha Prochno.

## Ämter, Engagement
Von 2001 bis 2007 war Hinrichs an der Universität Jena Leiter einer Nachwuchsforschergruppe. Von 2014 bis 2023 war er Vorstand des Mathematikinstituts für Analysis und Leiter der Abteilung Funktionalanalysis an der Universität Linz.
Hinrichs ist Editor des Journals of Complexity. Er ist Mitglied der Deutschen Mathematikervereinigung und der American Mathematical Society.
Hinrichs war an der Organisation zahlreicher Tagungen, Konferenzen, Workshops und Kolloquien beteiligt, darunter
- 2014: Discrepancy Theory in Providence, Vereinigte Staaten
- 2014: Information Based Complexity in Montevideo, Uruguay
- 2015: Approximation Methods and Function Spaces in Schloss Hasenwinkel
- 2018: 13th MCQMC 2018: International Conference in Monte Carlo & Quasi-Monte Carlo Methods in Scientific Computing in Rennes, Frankreich
- 2020: New Perspectives and Computational Challenges in High Dimension am Mathematischen Forschungsinstitut Oberwolfach[3]

Zusammen mit Dmitriy Bilyk, Frances Kuo, Klaus Ritter, Joseph F. Traub, Henryk Woźniakowski, Larisa Yaroslavtseva organisierte Hinrichs 2015 und 2019 die Dagstuhl-Seminare Algorithms and Complexity for Continuous Problems.
Zusammen mit Paul Müller, Peter Kritzer und Friedrich Pillichshammer organisierte Hinrichs 2022 die 15th International Conference in Monte Carlo & Quasi-Monte Carlo Methods in Scientific Computing und die Tagung Complex Analysis, Spectral Theory and Approximation meet in Linz in Linz.

## Gastaufenthalte
Hinrichs arbeitete als Gastforscher an verschiedenen Instituten, darunter
- 1999–2001 an der Texas A&M University
- 2003 an der Universität Málaga und an der Universität Sevilla
- 2005 am Internationalen Erwin Schrödinger Institut für Mathematik und Physik in Wien
- 2006 am Institut Henri Poincaré und an der Universität Paris IV[1]
- 2016 an der Columbia University in New York City
- 2019 am Isaac Newton Institute in Cambridge[3]

## Preise und Anerkennung
Für seine Arbeitsergebnisse wurde Hinrichs mit mehreren Preisen ausgezeichnet, darunter
1993 mit dem Examenspreis, 1996 mit dem Promotionspreis und 2003 mit dem Lehrpreis der Fachschaft Mathematik-Wirtschaftsmathematik der Universität Jena.
Er gewann einige Male den Best Paper Award des Journals of Complexity, darunter
- 2010: für den Artikel Optimal importance sampling for the approximation of integrals
- 2014: zusammen mit Bernd Carl und Philipp Rudolph für den Artikel Entropy numbers of convex hulls in Banach spaces and applications[9]
- 2019: zusammen mit Joscha Prochno und Mario Ullrich für den Artikel The curse of dimensionality for numerical integration on general domains[9]

Im Jahr 2011 wurde er mit dem Prize for Achievement in Information-Based Complexity ausgezeichnet.

## Veröffentlichungen (Auswahl)
- Mit Michael Gnewuch, Klaus Ritter, Robin Rüßmann: Infinite-dimensional integration and L2-approximation on Hermite spaces, 2023, arXiv online
- Mit Michael Gnewuch, Mario Hefter, Klaus Ritter: Countable Tensor Products of Hermite Spaces and Spaces of Gaussian Kernels, 2021, arXiv online
- Mit Joscha Prochno, Jan Vybíral: Gelfand numbers of embeddings of Schatten classes, Math. Ann. 380(3–4), 1563–1593 (2021)
- Mit Michael Gnewuch, Mario Hefter, Klaus Ritter, Grzegorz W. Wasilkowski: Embeddings for infinite-dimensional integration and L2-approximation with increasing smoothness, 2019, Journal of Complexity, Band 54
- Mit Dmitriy Bilyk, Klaus Ritter, Frances Y. Kuo: Algorithms and Complexity for Continuous Problems, 2019, Dagstuhl Seminar 19341 online
- Mit Stefan Heinrich: On the randomized complexity of Banach space valued integration. In: Studia Mathematica. 223, Nr. 3, 2013, doi:10.4064/sm223-3-2, (arxiv.org PDF).
- Mit P. Nickolas and R. Wolf: A note on the metric geometry of the unit ball, 2011, Math. Zeitschrift 268
- Mit C. Richter: Saturated packings and reduced coverings obtained by perturbing tilings, 2009, Discrete Math. 309
- Mit C. Richter: New counterexamples to Knaster’s conjecture, 2005, Israel J. Math. 145
- Mit C. Richter: New sets with large Borsuk numbers, 2003, Discrete Math. 270
- Spherical codes and Borsuk’s conjecture, 2002, Discrete Math. 243
- Hilbert space factorization and Fourier type of operators, 2001, in Studia Math., Nr. 145
- Operators of Rademacher and Gaussian subcotype, 2001, in J. London Math. Soc., Nr. 63
- Rademacher and Gaussian averages and Rademacher cotype of operators between Banach spaces, 2000, in Proc. Amer. Math. Soc., Nr. 28
- The average distance property of classical Banach spaces, 2000, in Bull. Austral. Math. Soc., Vol. 62, Nr. 1
- K-convex operators and Walsh type norms, 1999, in Math. Nachr., Nr. 208
- Type norms with respect to characters of compact abelian groups and algebraic relations, 1997, in Archiv der Mathematik, Vol. 68, Nr. 4
- On the type constants with respect to systems of characters of a compact abelian group, 1996, in Studia Math., Nr. 118

## Online-Vorträge
- Point Distributions Webinar — Aicke Hinrichs auf YouTube, 31. August 2021, abgerufen am 5. Oktober 2023.
- Lower Bounds for the Error of Quadrature Formulas for Hilbert Spaces auf YouTube, 9. September 2020, abgerufen am 5. Oktober 2023.
- Aicke Hinrichs, Johannes Kepler Universität Linz. 29. September 2015, Curse of dimensionality for integration of smooth functions on general domains